# Drăgești
Drăgești is een Roemeense gemeente in het district Bihor.
Drăgești telt 2515 inwoners.